# Абел, Эрвин Александрович
Эрвин Абел (эст. Ervin Abel; 8 ноября 1929, Нарва, Эстонская республика — 16 марта 1984, Таллин, Эстонская ССР, СССР) — советский эстонский актёр и комик. Заслуженный артист Эстонской ССР (1964).

## Биография
Родился в 1929 году в Нарве.
В 1953 году окончил актёрский факультет ГИТИСа.
В 1953—1966 годах — актёр Эстонского театра драмы имени В. Кингисеппа.
В 1966—1984 годах — в Государственная филармония Эстонской ССР.
С 1970-х годов выступал на эстраде в составе популярной пары комиков Эрвин Абель-Сулев Ныммик.
Снимался в кино, наиболее известен главными ролями в комедийных фильмах « Мужчины не плачут», «Молодой пенсионер» и «Вот и мы!».
Умер в 1984 году в Таллине.

## Фильмография
- 1955 — Счастье Андруса / Andruse õnn — эпизод (нет в титрах)
- 1956 — На задворках / Tagahoovis — Пастелли
- 1961 — Опасные повороты / Ohtlikud kurvid — Томми
- 1964 — Жаворонок — Карл, штурмбаннфюрер
- 1964 — Новый нечистый из преисподней / Põrgupõhja uus Vanapagan — эпизод
- 1967 — Венская почтовая марка / Viini postmark — Таску, помощник мастера
- 1968 — Мужчины не плачут / Mehed ei nuta — ипохондрик — главная роль
- 1969 — Весна / Kevade — папа Кийра
- 1972 — Молодой пенсионер / Noor pensionär — «Молодой пенсионер» — главная роль
- 1976 — Лето / Suvi — отец Кийра
- 1978 — Вот и мы! / Siin me oleme! — Джон — главная роль